# Enneatypus
Enneatypus es un género de plantas de la familia Polygonaceae.  Comprende 3 especies descritas y de estas, solo 2 aceptadas.

## Taxonomía
El género fue descrito por Theodor Carl Julius Herzog  y publicado en Mededeelingen van's Rijks-Herbarium 46: 3. 1922.  La especie tipo es: Enneatypus nordenskjoeldii Herzog. 

## Especies aceptadas
A continuación se brinda un listado de las especies del género Enneatypus aceptadas hasta mayo de 2014, ordenadas alfabéticamente. Para cada una se indica el nombre binomial seguido del autor, abreviado según las convenciones y usos. 
- Enneatypus ramiflorus (C.A.Mey.) Roberty & Vautier
- Enneatypus tenuiflorus (Benth.) Roberty & Vautier